# Juri Litujev
Jurij Nikolajevitj Litujev (ryska: Юрий Николаевич Литуев), född den 11 april 1925 - död den 2 mars 2003, var en sovjetisk friidrottare som tävlade på 400 meter häck.
Under 1950-talet tillhörde Litujev världseliten på 400 meter häck. Hans första större mästerskap blev EM 1950 där han slutade på andra plats. 1952 blev han silvermedaljör på OS 1952 i Helsingfors. 
Året efter slog han Glenn Hardins 19 år gamla världsrekord när han i Budapest sprang på 50,4. Ett rekord som stod sig ett år innan Glenn Ashby Davis slog det. På EM 1954 blev det återigen en silvermedalj denna gång slagen av landsmannen Anatoli Julin. På OS 1956 blev det en fjärdeplats slagen av tre amerikaner. Hans sista mästerskap EM 1958 slutade med hans första seger. 
Litujev deltog även i det s.k. Stora fosterländska kriget. 